# Daniel del Valle González
Daniel del Valle González   (Terrassa, 8 d'agost de 1968), més conegut com a Dani del Valle, és un ex-pilot català de trial, esport en què va competir primer amb bicicleta i després amb motocicleta. Fou durant la seva primera etapa com a corredor de trialsín quan assolí els seus principals èxits, en guanyar-ne una Copa d'Europa (1984) i un Campionat del Món (1986).
El 1988 va debutar en el trial motoritzat com a pilot oficial i provador de l'equip Beta Trueba, i ja l'any següent, 1989, en fou Subcampió d'Espanya en categories menors. Del Valle es mantingué en actiu fins a 1994, passant després a exercir de "motxiller" d'Amós Bilbao a l'equip oficial de Montesa Honda fins al 1996, feina que tornà a desenvolupar uns anys després, aquest cop assistint a Toni Bou dins l'equip Beta Trueba. Acabada aquesta etapa, va fer de comercial i responsable de competició d'aquest mateix equip fins que el 2010 fou contractat per Sherco, com a comercial i relacions públiques de la fàbrica de Caldes de Montbui.
Dani del Valle fou, en el seu moment, fundador de la primera escola de trial que ha existit mai, la qual dirigí entre 1996 i el 2000.

## Palmarès

### Trialsín[5][6]
| Any          | Categoria    | C. del Món | C. d'Europa |
| ------------ | ------------ | ---------- | ----------- |
| 1984         | Cadet        | -          | 1r          |
| 1985         | Juvenils     | -          | 2n          |
| 1986         | Juvenil      | 1r         | -           |
| 1987         | ?            | ?          | -           |
| Total títols | Total títols | 1          | 1           |

### Trial
- Subcampió d'Espanya en categories menors (1989)

#### Currículum professional
- Pilot i provador de Beta Trueba (1988-1994)
- Assistent d'Amós Bilbao a l'equip Montesa Honda (1994-1996)
- Director de la seva pròpia escola de trial, la primera que existí (1996-2000)
- Comercial de la marca de roba esportiva OF3 (2000-2003)
- Assistent de Toni Bou a l'equip Beta Trueba (2003-2005)
- Comercial i responsable de competició de Beta Trueba (2005-2009)